# 흥광
흥광(興光)은 중국 북위(北魏) 문성제(文成帝)의 두 번째 연호이다. 454년 7월에서 455년 6월까지 1년 동안 사용하였다. 454년 7월, 황자 탁발홍(拓跋弘)이 출생하자 문성제는 죄수를 사면하고 개원하였다.
같은 시기에 사용된 다른 연호로는 송(宋)에서 사용한 효건(孝建 : 454년 ~ 456년), 고창북량(高昌北凉)에서 사용한 승평(承平 : 443년 ~ 460년)이 있다.

## 개원
흥안(興安) 3년 7월 6일(454년 8월 15일)에 흥광(興光)으로 개원함.

## 연대대조표
| 흥광                | 원년            | 2년        |
| 서력                | 454년           | 455년      |
| 육십간지 (六十干支) | 갑오(甲午)      | 을미(乙未) |
| 송 (宋)             | 효건(孝建) 원년 | 2년        |
| 고창북량 (高昌北凉) | 승평(承平) 12년 | 13년       |

## 같이 보기
- 중국의 연호

| 이전 연호 흥안(興安) | 중국의 연호 북위(北魏) | 다음 연호 태안(太安) |